# Bombylius kanabensis
Bombylius kanabensis är en tvåvingeart som beskrevs av Johnson 1975. Bombylius kanabensis ingår i släktet Bombylius och familjen svävflugor.
Artens utbredningsområde är Utah. Inga underarter finns listade i Catalogue of Life.